# Рованичи
Рованичи (бел. Раванічы) — агрогородок в Червенском районе Минской области Белоруссии. Административный центр Рованичского сельсовета. Население 749 человек (2009).

## География
Рованичи находятся в 22 км к северо-востоку от райцентра города Червень. Местность принадлежит бассейну Днепра, через село протекает ручей, впадающий в Ушу (приток Березины); сама река протекает в 4 км к северу от Рованичей. Село соединено с городом Червень автодорогой, прочие местные дороги ведут в окрестные деревни.
Юго=западной частью деревни является бывшая деревня Юрздыка.

## История
Первое письменное упоминание о Рованичах датируется 1535 годом. Согласно административно-территориальной реформе середины XVI века в Великом княжестве Литовском местность вошла в состав Минского повета Минского воеводства. В XVII веке принадлежало роду Моссальских, а в 1790 году перешло к Андрею Слотвинскому, который в 1799 году построил в имении костёл Святого Антония.
С 1793 года после второго раздела Речи Посполитой местечко вошло в состав Российской империи, принадлежало Игуменскому уезду Минской губернии. В 1886 году в селе действовали две православные и одна католическая церкви, народное училище, суконная фабрика, пивоварня и крахмальный завод.
В XIX веке Слотвинские выстроили в Рованичах дворянскую усадьбу.
В 1919 году Рованичи вошло в БССР, где стало центром сельсовета. В 1937 году закрыт католический храм. В 1999 году в селе был 326 дворов и 867 жителей.

## Достопримечательности
- Бывшая усадьба Слотвинских (XIX век): дворец, два флигеля, парк, здание пивоварни, хозпостройки  Историко-культурная ценность Республики Беларусь, шифр 612Г000648
- Руины католического храма Святого Антония. Храм построен в 1799 году, закрыт в 1937 году.

Утраченное наследие
- Церковь Рождения Божьей Матери (1862)